# Cassandra Raffaele
Cassandra Raffaele (Vittoria, 5 luglio 1975) è una cantautrice italiana.
Ha raggiunto la notorietà durante la sua partecipazione a X Factor. È definita La Cantora indipendente.

## Biografia
È nata a Vittoria in provincia di Ragusa, in una famiglia di musicisti. Il padre Aldo, un batterista compositore, suonava in diversi gruppi, così come il nonno Carmelo. Si è avvicinata alla musica prima come batterista, suonando in diversi gruppi musicali durante gli anni del liceo, e poi come cantante, prevalentemente di musica soul e blues, esibendosi fin dalla fine degli anni novanta.
La sua prima apparizione a livello nazionale risale al 2003, quando il brano Squeeze Me, inciso con i produttori dance pop The Family FX, viene inserito nella compilation del Festivalbar uscita durante l'estate.

### La partecipazione a X Factor e i primi singoli
Nel 2010 ha partecipato ai provini per la quarta edizione di X Factor, entrando nella categoria "Over 25" guidata da Elio. Dopo la trasmissione ha pubblicato un singolo, prodotto da Mara Maionchi e Alberto Salerno, dal titolo Cipria e rossetto, seguito da un altro brano, Da sola. Nel 2012 è uscito un nuovo singolo, Your Lady, disponibile gratuitamente sul suo sito Internet ufficiale, che ha anticipato un tour da lei ideato dal titolo Buzz tour. Nello stesso anno, si è laureata con 110 e lode in Tecniche Neurofisiopatologiche, nella facoltà di Medicina e Chirurgia.

### Il primo albumLa valigia con le scarpe
Nel 2013 ha vinto il premio Musicultura con il brano Le mie valigie, mentre l'anno successivo è stato segnato dalla pubblicazione del suo primo album, dal titolo La valigia con le scarpe, pubblicato dalla casa discografica Leave Music e distribuito dalla Universal. Il disco ha ricevuto la candidatura per la Targa Tenco del 2014 nella sezione Miglior Opera Prima. L'uscita del album venne preceduta, il 7 gennaio 2014, dal singolo L'ultimo bicchiere. Successivamente sono stati estratti come singoli Adesso posso dirti (fottiti) e Io non mi abbatto perché non sono un albero, duetto con la Tinto Brass Street Band.

### Il secondo albumChagall
Chagall è uscito il 30 ottobre 2015 con etichetta Leave Music, distribuito da Sony Music, che contiene collaborazioni con Elio (in Meditazione), Brunori Sas (La sirena e il marinaio) e con l'artista francese Nico & the Red Shoes. Il primo estratto è stato la canzone Cane che abbaia morde.

### Il terzo albumCamera Oslo
Camera Oslo è uscito il 27 maggio 2022 in cd, digitale e vinile per l'etichetta L'Amor Mio Non Muore/261 Records con distribuzione Garrincha Dischi, è stato totalmente scritto da Cassandra Raffaele con la produzione artistica di Roberto Villa, contiene dieci tracce con un omaggio strumentale a Ennio Morricone.  Registrato a Forlì e masterizzato da James DeMain (Robert Plant, Elton John, Bob Seger) allo Yes Master Studios di Nashville negli Stati Uniti, è stato anticipato dai singoli Sarà successo, La mia anarchia ama te, Lady Jane X sempre, Antidoto e Giovanna.

## Discografia

### Album
- 2014 – La valigia con le scarpe
- 2015 – Chagall
- 2022 – Camera Oslo

### Singoli
- 2003 – Squeeze Me (feat. The Family FX)
- 2011 – Cipria e rossetto
- 2011 – Da sola
- 2012 – Your lady
- 2013 – Le mie valigie
- 2014 – L'ultimo bicchiere
- 2014 – Adesso posso dirti (fottiti)
- 2014 – Io non mi abbatto perché non sono un albero (feat. Tinto Brass Street Band)
- 2015 – Cane che abbaia morde
- 2016 – Valentina
- 2016 – Meditazione feat. Elio
- 2020 – Sarà successo
- 2021 – La mia anarchia ama te
- 2021 – Lady Jane X sempre
- 2021 – Antidoto
- 2022 – Giovanna

## Riconoscimenti
- 2012 – Premio della critica Premio Bianca D'Aponte
- 2013 – Premio Musicultura
- 2015 – Premio Musica e Cultura Peppino e Felicia Impastato per il brano I muri
- 2022 – Premio Musicultura